# 巨敬
巨敬（？—1402年），陝西承宣布政使司平涼府平涼縣（今甘肅省平涼縣）人，明朝政治人物。
巨敬初為御史，后升爲戶部主事，以清慎聞名。燕王朱棣攻入南京后，其與陳迪不屈而亡，被族誅。